# Albert Nightingale
Albert Nightingale, född 10 november 1923 i Rotherham, England, död 2006 i Liverpool, var en engelsk professionell fotbollsspelare. 
Nightingale startade sin fotbollskarriär i Sheffield United och spelade dessutom för Huddersfield Town, Blackburn Rovers och Leeds United. Han spelade under sin karriär totalt 346 ligamatcher och gjorde 87 ligamål mellan 1946 och 1957.